# Krov
Krov je gornji, završni dio građevine, koji je štiti od atmosferskih utjecaja;
arhitekturi je jedan od elemenata konstrukcije koji spada u terete. Sastoji se od krovne konstrukcije (krovište) koja može biti od drva, opeke, kamena, čelika i armiranog betona, te od pokrova od daščica, šindre, trske, slame, keramičkog ili betonskog crijepa, plosnatih kamenih ploča, plastičnih prozirnih ploča ili kupola i dr. Gornja vodoravna linija krova je sljeme, a donja streha ili okap.
Krov je prema obliku: jednoslivni, dvoslivni (dvostrešan ili na kanat) ili višeslivni; kos (skošen), polukos, složen, šatorast, stožast, ljuskast, kupolast, toranjski, ravan, mansardni, ovješen i sl.
Nagib krova i njegova konstrukcija uvjetovani su vrstom pokrovnog materijala, klimatskim uvjetima (npr. u sjevernim krajevima krov je strm zbog velikih količina snijega), namjenom tavanskog prostora i estetskim mjerilima.

## Povijest
U Mezopotamiji i Egiptu krov je bio ravan, položen na ravne grede koje su nosili zidovi i stupovi.
U grčkoj, etrurskoj i rimskoj arhitekturi redovito prevladava strmi krov. Krovnu konstrukciju je skrivao kasetirani strop koji se poslije primjenjivao od romanike do renesanse. 
Kao bitan arhitektonski element krov je davao pojedinim europskim stilovima glavne oznake (strmi krovovi davali su gotici vitkost), a na Dalekom istoku redovito je bio bogato oblikovan, osobito na budističkim hramovima, pagodama i palačama u Kini i Japanu.
Danas se pomoću laganih i različitih građevinskih materijala (aluminij, čelične i armiranobetonske ljuske) mogu podići najmaštovitije krovne konstrukcije.

### Galerija krovova
- Krovna konstrukcija dvoslivnog krova, Milly la Forêt, Francuska.
- Mramorni krov Taj Mahala.
- Krovovi dvorca Chenonceau.
- Polikromni crijep, Hospice Beaune, Francuska.
- Brončani krov katedrale u Speyeru, Njemačka. photo Wolfi.
- Olovni krov kapele, King's College, Engleska.
- Stakleni krov, Grand Palais, Pariz.
- Keramički crijep armiranobetonskog krova Opera Sydney.
- Krov crkve sv. Marka u Zagrebu.

## Vanjske poveznice
- Inovacije i patenti krovova.  Arhivirana inačica izvorne stranice od 14. travnja 2009. (Wayback Machine)